# The Delta Machine Tour
Il Delta Machine Tour è stato un tour musicale del gruppo inglese dei Depeche Mode, intrapreso dal 2013 al 2014 per promuovere il tredicesimo album in studio della band Delta Machine.

## Spettacoli promozionaliDelta Machine
Il tour è stato anticipato da quattro spettacoli promozionali con scaletta ridotta (di cui tre negli Stati Uniti e uno in Austria). 
Nella prima di queste esibizioni, l'11 marzo 2013 presso l'Ed Sullivan Theatre, la band ha presentato in anteprima, circa dieci giorni in anticipo rispetto alla data d'uscita dell'album, cinque brani del disco tra cui tre completamente inediti: Soft Touch/Raw Nerve e i due futuri singoli Soothe My Soul e Should Be Higher. La performance ha anticipato la presentazione al David Letterman Show del singolo Heaven. Il webcast visibile in streaming sia sul sito della CBS che su VEVO è stato nei giorni a seguire reso disponibile anche sul canale VEVO YouTube del gruppo.
Durante l'esclusiva esibizione al Troubadour, l'ultima prima dell'inizio del tour, la band ha eseguito per la prima volta dal vivo il brano But Not Tonight, sul lato A della versione americana del singolo Stripped del 1986; del brano è stata proposta una versione acustica cantata da Martin accompagnato al piano dal turnista Peter Gordeno, suonata poi in 57 date del Delta Machine Tour.

## Date
| Data              | Città                | Paese               | Luogo                                         | Biglietti venduti / disponibili | Incasso    | Note |
| Europa            | Europa               | Europa              | Europa                                        | Europa                          | Europa     | Europa |
| ----------------- | -------------------- | ------------------- | --------------------------------------------- | ------------------------------- | ---------- | --- |
| 4 maggio 2013     | Nizza                | Francia             | Palais Nikaia                                 | 9,904 / 9,904                   | $678,141   | |
| Asia              |                      |                     |                                               |                                 |            | |
| 7 maggio 2013     | Tel Aviv             | Israele             | Park HaYarkon                                 | 19,325 / 19,325                 | $1,752,446 | |
| Europa            |                      |                     |                                               |                                 |            | |
| 10 maggio 2013    | Atene                | Grecia              | Terra Vibe                                    | 26,283 / 26,283                 | $1,246,101 | |
| 12 maggio 2013    | Sofia                | Bulgaria            | Stadion Lokomotiv                             | 18,892 / 26,300                 | $926,320   | |
| 15 maggio 2013    | Bucarest             | Romania             | Arena Națională                               | 34,729 / 35,400                 | $1,797,985 | |
| 19 maggio 2013    | Belgrado             | Serbia              | Ušće                                          | 27,198 / 27,198                 | $1,081,965 | |
| 21 maggio 2013    | Budapest             | Ungheria            | Puskás Ferenc Stadion                         | 33,200 / 33,200                 | $1,899,677 | |
| 23 maggio 2013    | Zagabria             | Croazia             | Arena Zagreb                                  | 15,969 / 15,969                 | $959,845   | Originariamente fissata allo Stadion Maksimir, ma poi spostata all'Arena Zagreb a causa di problemi logistici.                                           |
| 25 maggio 2013    | Bratislava           | Slovacchia          | Štadión Pasienky                              | 29,112 / 29,112                 | $2,066,297 | |
| 28 maggio 2013    | Londra               | Regno Unito         | The O2 Arena                                  | 32,434 / 34,818                 | $2,244,220 | |
| 29 maggio 2013    | Londra               | Regno Unito         | The O2 Arena                                  | 32,434 / 34,818                 | $2,244,220 | |
| 1º giugno 2013    | Monaco di Baviera    | Germania            | Olympiastadion                                | 62,976 / 62,976                 | $4,956,599 | Parte della performance di Should Be Higher è stata filmata per il video musicale del singolo. L'audio è da Berlino.                                     |
| 3 giugno 2013     | Stoccarda            | Germania            | Mercedes-Benz Arena                           | 36,225 / 36,225                 | $2,891,300 | |
| 5 giugno 2013     | Francoforte sul Meno | Germania            | Commerzbank-Arena                             | 40,960 / 40,960                 | $3,295,523 | |
| 7 giugno 2013     | Berna                | Svizzera            | Stade de Suisse                               | 39,241 / 39,241                 | $4,013,227 | |
| 9 giugno 2013     | Berlino              | Germania            | Olympiastadion                                | 66,388 / 66,388                 | $5,113,262 | Parte delle performance di Should Be Higher sono state filmate per il video musicale del singolo. L'audio è da Berlino.                                  |
| 11 giugno 2013    | Lipsia               | Germania            | Red Bull Arena                                | 43,816 / 43,816                 | $3,466,135 | Parte delle performance di Should Be Higher sono state filmate per il video musicale del singolo. L'audio è da Berlino.                                  |
| 13 giugno 2013    | Copenaghen           | Danimarca           | Parken                                        | 40,725 / 40,725                 | $3,792,609 | |
| 15 giugno 2013    | Saint-Denis          | Francia             | Stade de France                               | 67,103 / 67,103                 | $5,332,840 | |
| 17 giugno 2013    | Amburgo              | Germania            | Imtech Arena                                  | 44,128 / 44,128                 | $3,533,609 | |
| 22 giugno 2013    | Mosca                | Russia              | Stadio Lokomotiv                              | 27,886 / 27,886                 | $3,307,759 | |
| 24 giugno 2013    | San Pietroburgo      | Russia              | SKK Peterburgsky                              | 22,502 / 22,502                 | $2,770,364 | |
| 27 giugno 2013    | Stoccolma            | Svezia              | Ericsson Globe                                | 11,348 / 11,348                 | $859,932   | Originariamente fissata al Peace & Love di Borlänge, ma poi spostata all'Ericsson Globe di Stoccolma a causa della chiusura del Festival per bancarotta. |
| 29 giugno 2013    | Kiev                 | Ucraina             | NSC Olympiyskiy                               | 36,562 / 38,640                 | $2,928,368 | |
| 3 luglio 2013     | Düsseldorf           | Germania            | Esprit Arena                                  | 87,308 / 87,308                 | $7,012,140 | |
| 5 luglio 2013     | Düsseldorf           | Germania            | Esprit Arena                                  | 87,308 / 87,308                 | $7,012,140 | |
| 7 luglio 2013     | Werchter             | Belgio              | Rock Werchter Fest                            | -                               | -          | |
| 9 luglio 2013     | Locarno              | Svizzera            | Moon and Stars                                | -                               | -          | |
| 11 luglio 2013    | Bilbao               | Spagna              | Bilbao BBK Live                               | -                               | -          | Il concerto è stato trasmetto in televisione. |
| 13 luglio 2013    | Oeiras               | Portogallo          | Optimus Alive!                                | -                               | -          | Il concerto è stato trasmesso in televisione. |
| 16 luglio 2013    | Nîmes                | Francia             | Arène de Nîmes                                | 12,000 / -                      | -          | |
| 18 luglio 2013    | Milano               | Italia              | Stadio Giuseppe Meazza                        | 57,919 / 57,919                 | $3,113,844 | |
| 20 luglio 2013    | Roma                 | Italia              | Stadio Olimpico                               | 56,007 / 56,007                 | $3,077,983 | |
| 23 luglio 2013    | Praga                | Repubblica Ceca     | Eden Aréna                                    | 33,297 / 33,297                 | $2,222,328 | |
| 25 luglio 2013    | Varsavia             | Polonia             | Stadion Narodowy                              | 53,181 / 53,181                 | $2,894,152 | |
| 27 luglio 2013    | Vilnius              | Lituania            | Vingio Parko Estrada                          | 23,794 / 23,794                 | $1,580,333 | |
| 29 luglio 2013    | Minsk                | Bielorussia         | Minsk-Arena                                   | 12,979 / 12,979                 | $1,269,457 | |
| Nord America      |                      |                     |                                               |                                 |            | |
| 22 agosto 2013    | Clarkston            | Stati Uniti         | DTE Energy Music Theatre                      | 11,978 / 11,978                 | $534,980   | |
| 24 agosto 2013    | Tinley Park          | Stati Uniti         | First Midwest Bank Amphitheatre               | 22,773 / 22,773                 | $1,066,824 | |
| 27 agosto 2013    | Falcon Heights       | Stati Uniti         | Minnesota State Fair                          | 7,693 / 7,693                   | $497,172   | |
| 30 agosto 2013    | Atlantic City        | Stati Uniti         | Ovation Hall                                  | 3,803 / 3,803                   | $358,252   | |
| 1º settembre 2013 | Toronto              | Canada              | Molson Canadian Amphitheatre                  | 16,110 / 16,110                 | $956,300   | |
| 3 settembre 2013  | Montréal             | Canada              | Centre Bell                                   | 10,880 / 10,880                 | $977,570   | |
| 6 settembre 2013  | New York City        | Stati Uniti         | Barclays Center                               | 14,725 / 14,725                 | $1,303,305 | |
| 8 settembre 2013  | Wantagh              | Stati Uniti         | Nikon at Jones Beach Theater                  | 12,907 / 12,907                 | $825,055   | |
| 10 settembre 2013 | Bristow              | Stati Uniti         | Jiffy Lube Live                               | 11,041 / 11,041                 | $574,953   | |
| 12 settembre 2013 | Atlanta              | Stati Uniti         | Aaron’s Amphitheatre                          | 9,868 / 9,868                   | $434,630   | |
| 14 settembre 2013 | Tampa                | Stati Uniti         | MidFlorida Credit Union Amphitheatre          | 12,364 / 12,364                 | $526,038   | |
| 15 settembre 2013 | Sunrise              | Stati Uniti         | BB&T Center                                   | 10,760 / 10,760                 | $683,192   | |
| 18 settembre 2013 | The Woodlands        | Stati Uniti         | Cynthia Woods Mitchell Pavilion               | 14,842 / 14,842                 | $815,614   | |
| 20 settembre 2013 | Dallas               | Stati Uniti         | Gexa Energy Pavilion                          | 16,220 / 16,220                 | $792,656   | |
| 22 settembre 2013 | Chula Vista          | Stati Uniti         | Sleep Train Amphitheatre                      | 19,405 / 19,405                 | $1,019,015 | |
| 24 settembre 2013 | Santa Barbara        | Stati Uniti         | Santa Barbara Bowl                            | 4,949 / 4,959                   | $447,217   | |
| 26 settembre 2013 | Mountain View        | Stati Uniti         | Shoreline Amphitheatre                        | 19,192 / 19,192                 | $837,827   | |
| 28 settembre 2013 | Los Angeles          | Stati Uniti         | Staples Center                                | 43,957 / 43,957                 | $4,255,118 | |
| 29 settembre 2013 | Los Angeles          | Stati Uniti         | Staples Center                                | 43,957 / 43,957                 | $4,255,118 | |
| 2 ottobre 2013    | Los Angeles          | Stati Uniti         | Staples Center                                | 43,957 / 43,957                 | $4,255,118 | |
| 4 ottobre 2013    | Austin               | Stati Uniti         | Austin City Limits Music Festival             | N/A                             | N/A        | |
| 6 ottobre 2013    | Paradise             | Stati Uniti         | Pearl Concert Theater                         | 2,569 / 2,569                   | $426,876   | |
| 8 ottobre 2013    | Phoenix              | Stati Uniti         | Ak-Chin Pavilion                              | 11,698 / 11,698                 | $520,425   | |
| 11 ottobre 2013   | Austin               | Stati Uniti         | Austin City Limits Music Festival             | N/A                             | N/A        | Il concerto è stato trasmesso in televisione. |
| Asia              |                      |                     |                                               |                                 |            | |
| 3 novembre 2013   | Abu Dhabi            | Emirati Arabi Uniti | du Arena (Gran Premio di Abu Dhabi)           | -                               | -          | |
| Europa            |                      |                     |                                               |                                 |            | |
| 7 novembre 2013   | Belfast              | Regno Unito         | Odyssey Arena                                 | 5,767 / 5,767                   | $413,820   | |
| 9 novembre 2013   | Dublino              | Irlanda             | The O2                                        | 13,005 / 13,005                 | $1,248,337 | |
| 11 novembre 2013  | Glasgow              | Regno Unito         | The SSE Hydro                                 | 8,739 / 8,739                   | $564,206   | |
| 13 novembre 2013  | Leeds                | Regno Unito         | First Direct Arena                            | 7,565 / 7,565                   | $523,669   | |
| 15 novembre 2013  | Manchester           | Regno Unito         | Phones4u Arena                                | 11,816 / 11,816                 | $827,673   | |
| 19 novembre 2013  | Londra               | Regno Unito         | The O2 Arena                                  | 15,953 / 15,953                 | $1,127,258 | |
| 21 novembre 2013  | Colonia              | Germania            | Lanxess Arena                                 | 15,673 / 15,673                 | $1,414,404 | |
| 23 novembre 2013  | Hannover             | Germania            | TUI Arena                                     | 12,561 / 12,561                 | $1,114,647 | |
| 25 novembre 2013  | Berlino              | Germania            | O2 World                                      | 28,332 / 28,332                 | $2,455,660 | I due concerti sono stati filmati e registrati per il concert film Live in Berlin e per l'album dal vivo Live in Berlin Soundtrack.                      |
| 27 novembre 2013  | Berlino              | Germania            | O2 World                                      | 28,332 / 28,332                 | $2,455,660 | I due concerti sono stati filmati e registrati per il concert film Live in Berlin e per l'album dal vivo Live in Berlin Soundtrack.                      |
| 29 novembre 2013  | Herning              | Danimarca           | Jyske Bank Boxen                              | 13,387 / 13,387                 | $1,314,297 | |
| 1º dicembre 2013  | Erfurt               | Germania            | Messehalle                                    | 12,300 / 12,300                 | $1,109,288 | |
| 3 dicembre 2013   | Brema                | Germania            | ÖVB-Arena                                     | 11,949 / 11,949                 | $1,053,666 | |
| 5 dicembre 2013   | Oberhausen           | Germania            | König-Pilsener-Arena                          | 11,938 / 11,938                 | $1,045,625 | |
| 7 dicembre 2013   | Amsterdam            | Paesi Bassi         | Ziggo Dome                                    | 16,750 / 16,750                 | $1,453,121 | |
| 9 dicembre 2013   | Malmö                | Svezia              | Malmö Arena                                   | 6,946 / 6,946                   | $619,829   | |
| 11 dicembre 2013  | Göteborg             | Svezia              | Scandinavium                                  | 8,785 / 8,785                   | $803,454   | |
| 13 dicembre 2013  | Oslo                 | Norvegia            | Telenor Arena                                 | 12,743 / 12,743                 | $1,238,945 | |
| 15 dicembre 2013  | Helsinki             | Finlandia           | Hartwall-areena                               | 10,232 / 10,232                 | $922,858   | |
| 15 gennaio 2014   | Barcellona           | Spagna              | Palau Sant Jordi                              | 18,127 / 18,127                 | $1,346,629 | |
| 17 gennaio 2014   | Madrid               | Spagna              | Palacio de Deportes de la Comunidad de Madrid | 32,270 / 32,270                 | $2,351,081 | |
| 18 gennaio 2014   | Madrid               | Spagna              | Palacio de Deportes de la Comunidad de Madrid | 32,270 / 32,270                 | $2,351,081 | |
| 21 gennaio 2014   | Montpellier          | Francia             | Park&Suites Arena                             | 12,486 / 12,486                 | $892,108   | |
| 23 gennaio 2014   | Lione                | Francia             | Halle Tony-Garnier                            | 15,545 / 15,545                 | $1,048,621 | |
| 25 gennaio 2014   | Anversa              | Belgio              | Sportpaleis                                   | 21,024 / 21,024                 | $1,734,868 | |
| 27 gennaio 2014   | Birmingham           | Regno Unito         | LG Arena                                      | 11,780 / 11,780                 | $865,531   | |
| 29 gennaio 2014   | Parigi               | Francia             | Palais Omnisports de Paris-Bercy              | 33,132 / 33,132                 | $2,351,239 | |
| 31 gennaio 2014   | Parigi               | Francia             | Palais Omnisports de Paris-Bercy              | 33,132 / 33,132                 | $2,351,239 | |
| 2 febbraio 2014   | Strasburgo           | Francia             | Zènith de Strasbourg                          | 12,025 / 12,025                 | $858,597   | |
| 4 febbraio 2014   | Mannheim             | Germania            | SAP Arena                                     | 11,280 / 11,280                 | $1,012,272 | |
| 6 febbraio 2014   | Bratislava           | Slovacchia          | Slovnaft Arena                                | 10,149 / 10,149                 | $1,051,319 | |
| 8 febbraio 2014   | Vienna               | Austria             | Wiener Stadthalle                             | 13,645 / 13,645                 | $1,135,251 | |
| 10 febbraio 2014  | Praga                | Repubblica Ceca     | O2 Arena                                      | 18,033 / 18,033                 | $1,188,844 | |
| 12 febbraio 2014  | Dresda               | Germania            | Messehalle                                    | 12,280 / 12,280                 | $1,088,710 | |
| 14 febbraio 2014  | Zurigo               | Svizzera            | Hallenstadion                                 | 24,436 / 24,436                 | $2,388,629 | |
| 15 febbraio 2014  | Zurigo               | Svizzera            | Hallenstadion                                 | 24,436 / 24,436                 | $2,388,629 | |
| 18 febbraio 2014  | Torino               | Italia              | PalaOlimpico                                  | 11,697 / 11,697                 | $839,308   | |
| 20 febbraio 2014  | Assago               | Italia              | Mediolanum Forum                              | 11,239 / 11,239                 | $859,476   | |
| 22 febbraio 2014  | Casalecchio di Reno  | Italia              | Unipol Arena                                  | 12,833 / 12,833                 | $981,579   | |
| 24 febbraio 2014  | Łódź                 | Polonia             | Atlas Arena                                   | 15,764 / 15,764                 | $1,238,986 | |
| 28 febbraio 2014  | Minsk                | Bielorussia         | Minsk-Arenie                                  | 11,544 / 11,544                 | $1,120,699 | |
| 2 marzo 2014      | Riga                 | Lettonia            | Arena Riga                                    | 11,615 / 11,615                 | $838,208   | |
| 4 marzo 2014      | San Pietroburgo      | Russia              | SKK Peterburgsky                              | 18,848 / 18,848                 | $1,884,045 | |
| 7 marzo 2014      | Mosca                | Russia              | Olimpiyskiy                                   | 23,531 / 23,531                 | $2,685,552 | |

## Date cancellate
| Data             | Città    | Paese   | Luogo                   | Motivo |
| ---------------- | -------- | ------- | ----------------------- | --- |
| 17 maggio 2013   | Istanbul | Turchia | Maçka Küçükçiftlik Park | Blocco del traffico alla frontiera tra Bulgaria e Turchia, il quale non ha permesso ai camion del tour di arrivare a destinazione in tempo. |
| 17 novembre 2013 | Lilla    | Francia | Stade Lille Metropol    | Sistema di riscaldamento permanente dello stadio non completo.                                                                              |
| 26 febbraio 2014 | Kiev     | Ucraina | Palats Sportu           | Rivolte civili. |

## Scaletta

### Setlist 1
1. Welcome to My World
2. Angel
3. Walking in My Shoes / In Your Room
4. Precious
5. Black Celebration / Behind the Wheel
6. Policy of Truth / World in My Eyes
7. Should Be Higher
8. Barrel of a Gun / John the Revelator
9. Higher Love / Only When I Lose Myself / The Child Inside / When the Body Speaks / Shake the Disease *
10. The Child Inside / When The Body Speaks / But Not Tonight / Judas / Home / Shake the Disease *
11. Heaven
12. Soothe My Soul
13. A Pain That I'm Used To (Jacques Lu Cont Remix) / John the Revelator
14. A Question of Time / Soft Touch/Raw Nerve
15. Secret to the End / In Your Room
16. Enjoy the Silence
17. Personal Jesus
18. Goodbye
19. A Question of Lust / Home / But Not Tonight / Somebody *
20. Halo (Goldfrapp Remix)
21. Just Can't Get Enough
22. I Feel You
23. Never Let Me Down Again

* Canzoni cantate da Martin Lee Gore

### Setlist 2
1. Welcome to My World
2. Angel
3. Walking in My Shoes
4. Precious
5. Black Celebration / Behind the Wheel
6. Policy of Truth / World in My Eyes
7. Should Be Higher (non eseguita in alcune date negli Stati Uniti)
8. Barrel of a Gun / John the Revelator
9. Higher Love / The Child Inside / When the Body Speaks *
10. But Not Tonight / Shake the Disease *
11. Heaven
12. Soothe My Soul
13. A Pain That I'm Used To (Jacques Lu Cont Remix)
14. A Question of Time
15. Enjoy the Silence
16. Personal Jesus
17. Home / Somebody / A Question of Lust  *
18. Halo (Goldfrapp Remix) (non eseguita in alcune date negli Stati Uniti)
19. Shake the Disease / Condemnation * (solo in alcune date negli Stati Uniti)
20. Just Can't Get Enough
21. I Feel You (non eseguita in alcune date negli Stati Uniti)
22. Never Let Me Down Again

* Canzoni cantate da Martin Lee Gore

### Setlist 3
1. Welcome to My World
2. Angel
3. Walking in My Shoes
4. Precious
5. Black Celebration / Stripped
6. Policy of Truth / Should Be Higher / In Your Room
7. Should Be Higher / In Your Room / Policy of Truth
8. Shake the Disease / The Child Inside / Home / Slow *
9. Home / But Not Tonight / Judas / Blue Dress *
10. Heaven
11. Behind the Wheel / Soothe My Soul
12. A Pain That I'm Used To (Jacques Lu Cont Remix)
13. A Question of Time
14. Enjoy the Silence
15. Personal Jesus
16. A Question of Lust / Home / Shake the Disease / Condemnation / Leave in Silence *
17. Halo (Goldfrapp Remix)
18. Just Can't Get Enough
19. I Feel You
20. Never Let Me Down Again
21. Goodbye (eseguita solo nella data di Berlino del 27/11/2013)

* Canzoni cantate da Martin Lee Gore

## Musicisti

### Depeche Mode
- Dave Gahan - voce
- Martin Gore - voce, seconda voce, cori, chitarra, sintetizzatori
- Andy Fletcher - sintetizzatori

### Musicisti di supporto
- Peter Gordeno - cori, sintetizzatori, campionatori, basso
- Christian Eigner - batteria, sintetizzatori

## Registrazioni ufficiali
- Live in Berlin (DVD) (filmato durante le date di Berlino del 25 e 27 novembre 2013)
- Live in Berlin Soundtrack (CD) (registrato durante le date di Berlino del 25 e 27 novembre 2013)
- Should Be Higher (video musicale) (filmato durante le date di Monaco di Baviera del 1º giugno 2013, di Berlino del 9 giugno e di Lipsia dell'11 giugno)[13]